# Lemsel
Lemsel  ist ein Ortsteil der Gemeinde Rackwitz im Landkreis Nordsachsen des Freistaates Sachsen. Der Ort wurde am 1. März 1994 nach Zschortau eingemeindet und gehört mit diesem seit dem 1. März 2004 zu Rackwitz.

## Geographische Lage
Lemsel liegt im mittleren Gemeindegebiet von Rackwitz südlich von Delitzsch zwischen dem Werbeliner See (Restloch des ehemaligen Tagebaus Delitzsch-Südwest) im Westen und dem Altlauf des Lobers im Osten.

## Geschichte
Lemsel und das im Ort ansässige Rittergut gehörten bis 1815 zum kursächsischen Amt Delitzsch. Durch die Beschlüsse des Wiener Kongresses kam der Ort zu Preußen und wurde 1816 dem Kreis Delitzsch im Regierungsbezirk Merseburg der Provinz Sachsen zugeteilt, zu dem er bis 1952 gehörte. Im Zuge der Kreisreform in der DDR 1952 wurde Lemsel dem neu zugeschnittenen Kreis Delitzsch im Bezirk Leipzig zugeteilt, welcher 1994 im Landkreis Delitzsch aufging.
Durch den auf dem 8. SED-Parteitag 1971 getroffenen Entschluss des "Ausbaus der energetischen Basis" in der DDR wurde der bisher landwirtschaftlich geprägte Landkreis Delitzsch zum Bergbaugebiet erklärt. Für die Gewinnung von Braunkohle war im Gebiet um Delitzsch der Aufschluss von fünf Tagebauen vorgesehen. Im Bereich von Lemsel waren dies die Tagebaue Delitzsch-Südwest und Delitzsch-Süd. Mit dem Aufschluss des Tagebaus Delitzsch-Südwest nordwestlich von Lemsel begann im Jahr 1976 der großflächige Abbau von Braunkohle in der Region. Die beabsichtigte Devastierung des Orts aufgrund des fortschreitenden Braunkohleabbaus führte zu einer Verringerung der Einwohnerzahl auf ca. 180 Personen im Jahr 1989. Durch die mit der Deutschen Wiedervereinigung 1989/90 einhergehenden Änderung der Energiepolitik blieb dem Ort der Abbruch jedoch erspart. Zum Zeitpunkt der vorzeitigen raschen Stilllegung des Tagebaus Delitzsch-Südwest im Jahr 1992/93 war der Tagebau bis Werbelin vorgedrungen, dessen Devastierung unter massiven Protesten der Bevölkerung noch durchgeführt wurde. Die Aufschließung des Tagebaus Delitzsch-Süd wurde nie realisiert. Das sich an der Stelle des ehemaligen Tagebaus Delitzsch-Südwest befindliche Restloch wurde zwischen 1998 und 2010 geflutet und bildet seitdem den Werbeliner See.
Nach der Aufhebung der Devastierungsabsicht begann zwischen 1991 und 1994 die Planung, Erschließung und Bebauung eines Wohngebiets am westlichen Ortsrand sowie eines Mischgebiets am nordöstlichen Rand der Gemeinde. Am 1. März 1994 erfolgte die Eingemeindung nach Zschortau, welches am 1. März 2004 in die Gemeinde Rackwitz eingegliedert wurde. Lemsel ist seitdem ein Ortsteil von Rackwitz.

## Verkehr
Östlich und nördlich des Orts verläuft die B 184. Der nächstgelegene Bahnhof befindet sich in Zschortau.